# Conacul Domokos din Araci
Conacul Domokos din Araci este un monument istoric aflat pe teritoriul satului Araci, comuna Vâlcele.